# Площадь Свободы (Таллин)
Площадь Свободы, площадь Ва́бадузе (эст. Vabaduse väljak), в 1941—1989 годах площадь Победы — площадь в центре Таллина, столицы Эстонии.
К площади сходятся улицы Харью, Роозикрантси, Татари, бульвар Эстония, Пярнуское шоссе и бульвар Каарли.

## История
Возникла на месте срытого в середине XIX века шведского бастиона перед Харьюскими воротами. В 1867 году на площади была возведена Яановская церковь. 
В 1865 году Карл Август Майер, бывший мэр Ревеля, (см. Рихард Майер (завод)) на свои средства построил каменную лестницу (lang-et|Mayeri trepp}}) от начала улицы Харью до улицы Команданди, для украшения лестницы Майер поставил на ней восемь декоративных керамических (позднее чугунных) ваз. 
В начале XX века носила названия Сенной рынок (эст. Heina turg, нем. Heumarkt), Петровская площадь (эст. Peetri plats, нем. Peters-Platz, Peterplatz).
В 1910 году на площади ликвидировали Сенной рынок, площадь замостили камнем. К 200-летию взятия города русскими войсками на площади установили памятник Петру I. 1 мая 1922 года памятник был демонтирован, пьедестал под ним разрушен, ноги бронзового Петра переплавлены на эстонские центы, из бронзовых рук отлит памятник эстонским школьникам-участникам Освободительной войны 1918—1920 гг. (стоявший у 2-й реальной школы), а оставшийся бюст перенесён в Кадриорг, где он простоял у домика Петра (рядом с нынешней резиденцией президента) вплоть до начала Второй мировой войны, дальнейшая его судьба неизвестна.
В 1930-е годы площадь была застроена зданиями в стиле функционализм — Дом искусств (1933, архитекторы Антон Соанс, Эдгар-Йохан Куузик), административное здание (1932, архитектор Роберт Натус), гостиница «Scandic Palace» (1936, архитектор Эльмар Лохк).
C 29 апреля 1941 года по 15 мая 1989 года площадь носила название площадь Победы (Выйду вяльяк, эст. Võiduväljak, Võidu väljak), в период немецкой оккупации — Фрайхайцплац (нем. Freiheitsplatz, с нем. Площадь Свободы).
В 2009 году на площади был сооружён Монумент Победы в Освободительной войне.

## Застройка

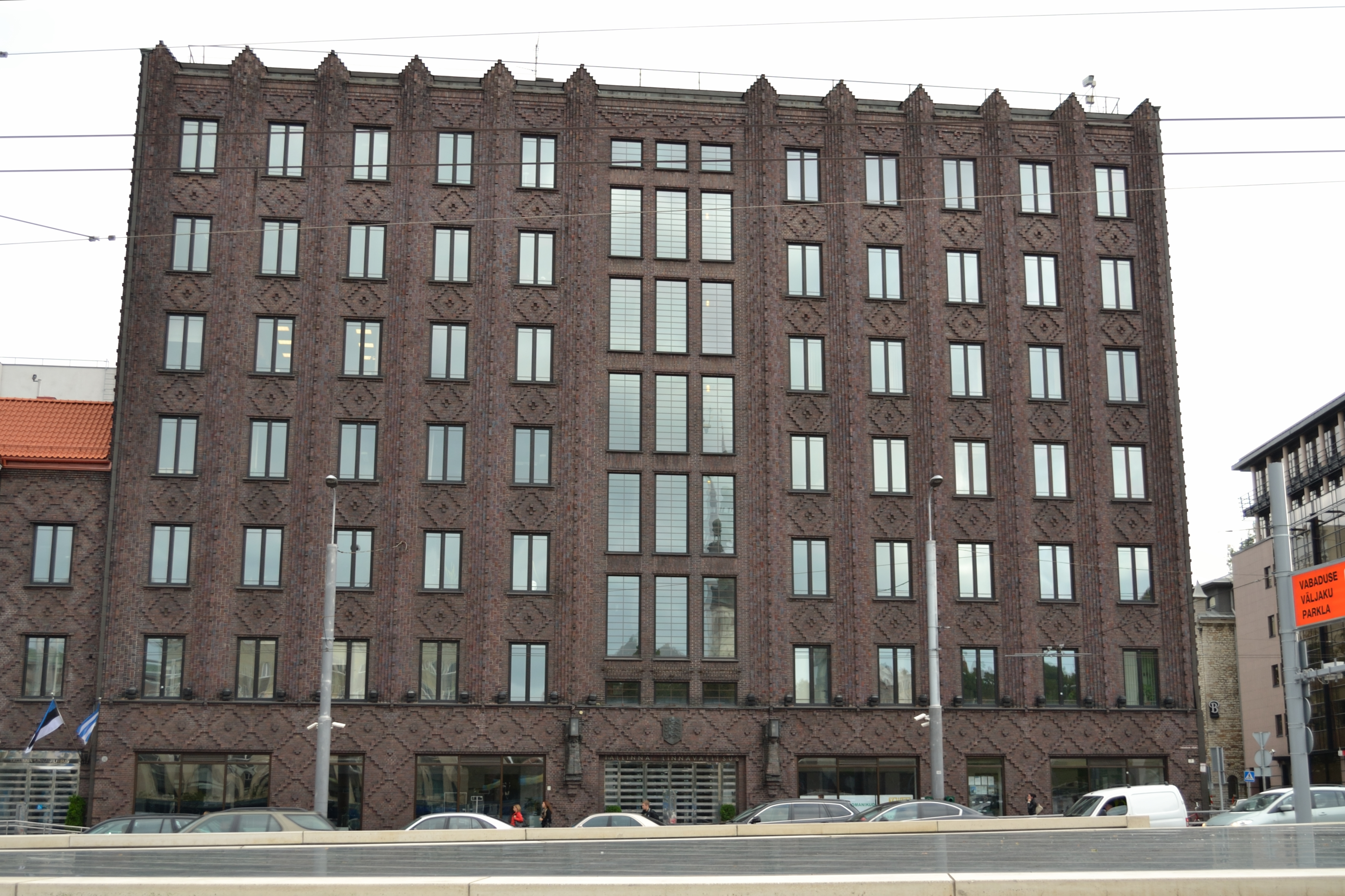
Дом 7, городская управа Таллина

- дом 1 — церковь Святого Иоанна (Яановская церковь)[5].
- дом 3 — гостиница Palace (1936, архитектор Эльмар Лохк[эст.]);
- дом 4 — Таллинское музыкальное училище имени Георга Отса;
- дом 5 — Русский театр Эстонии;
- дом 6 — Галерея Таллинского Дома искусства[6] (1933, архитекторы Эдгар-Йохан Куузик, Антон Соанс);
- дом 7 — городская управа (мэрия) Таллина (1932, архитектор Роберт Натус, светильники — Яан Коорт);
- дом 8 — Таллинский Дом искусства[7];
- дом 9 — развлекательный гольф-центр и подземная парковка;
- дом 10 — бывшее здание страховой компании EEKS-MAJA (1936, архитектор Эльмар Лохк), в прошлом на первом этаже располагалось популярное кафе «Москва», где выступал Владимир Сапожнин.

## Галерея

Площадь Свободы
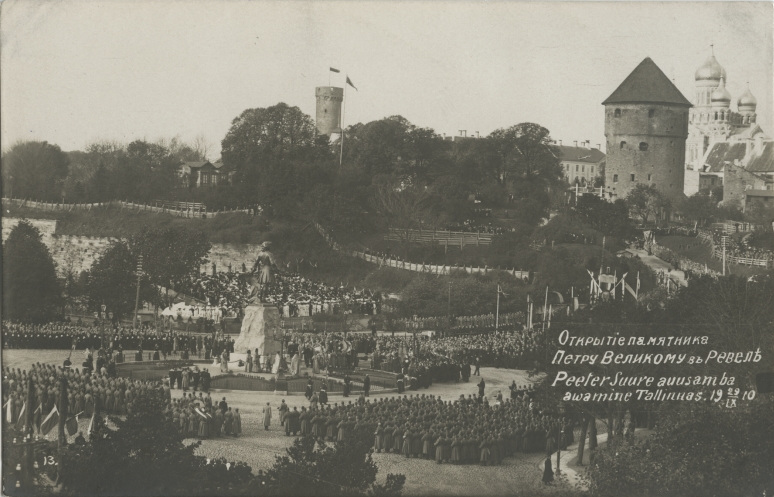
Открытие памятника Петру I, 1910 год
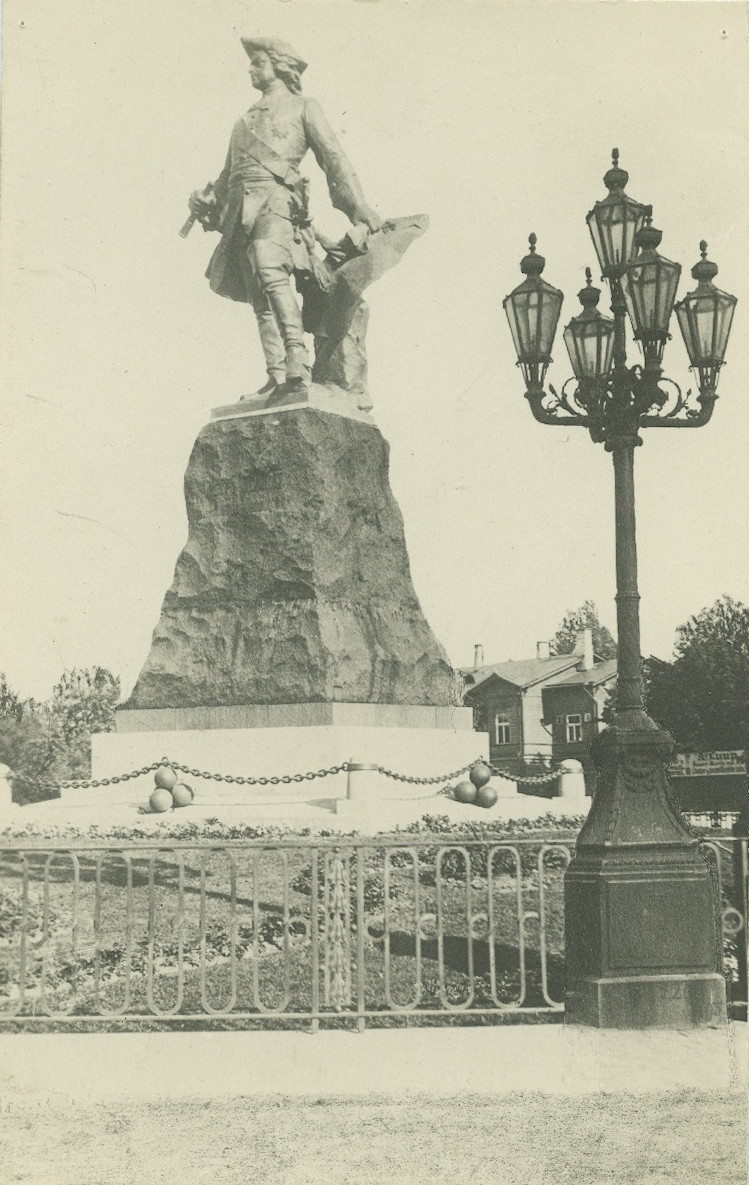
Памятник Петру I
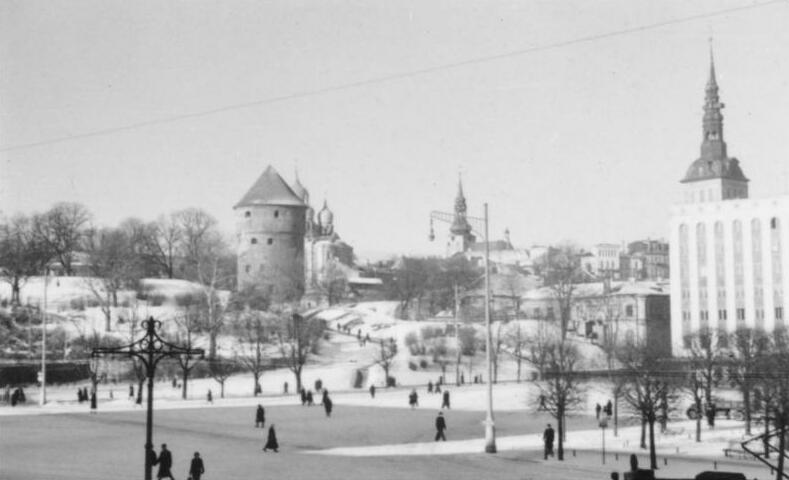
Февраль-март 1943 года, фото из Бундесархива
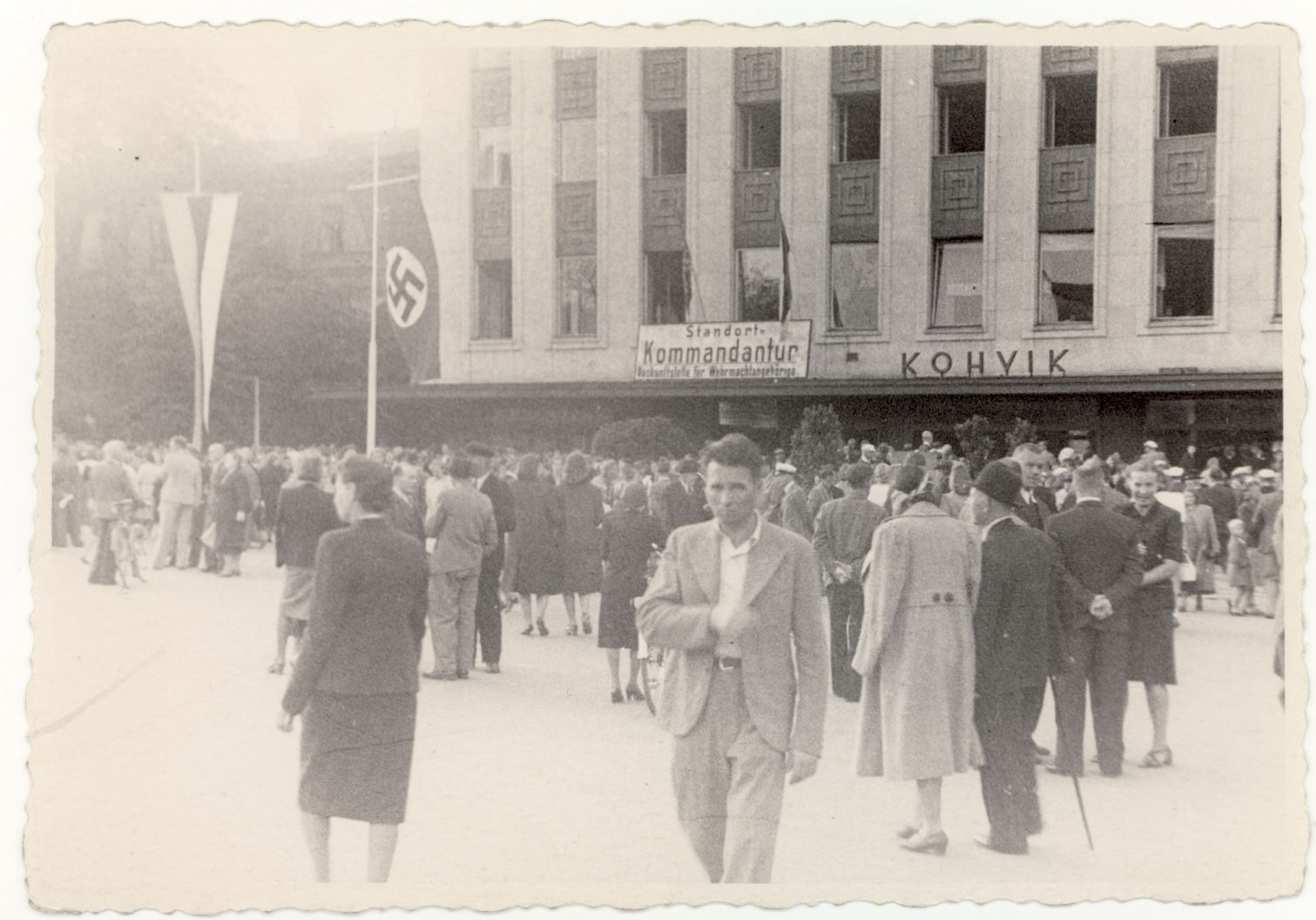
Площадь Свободы во время немецкой оккупации
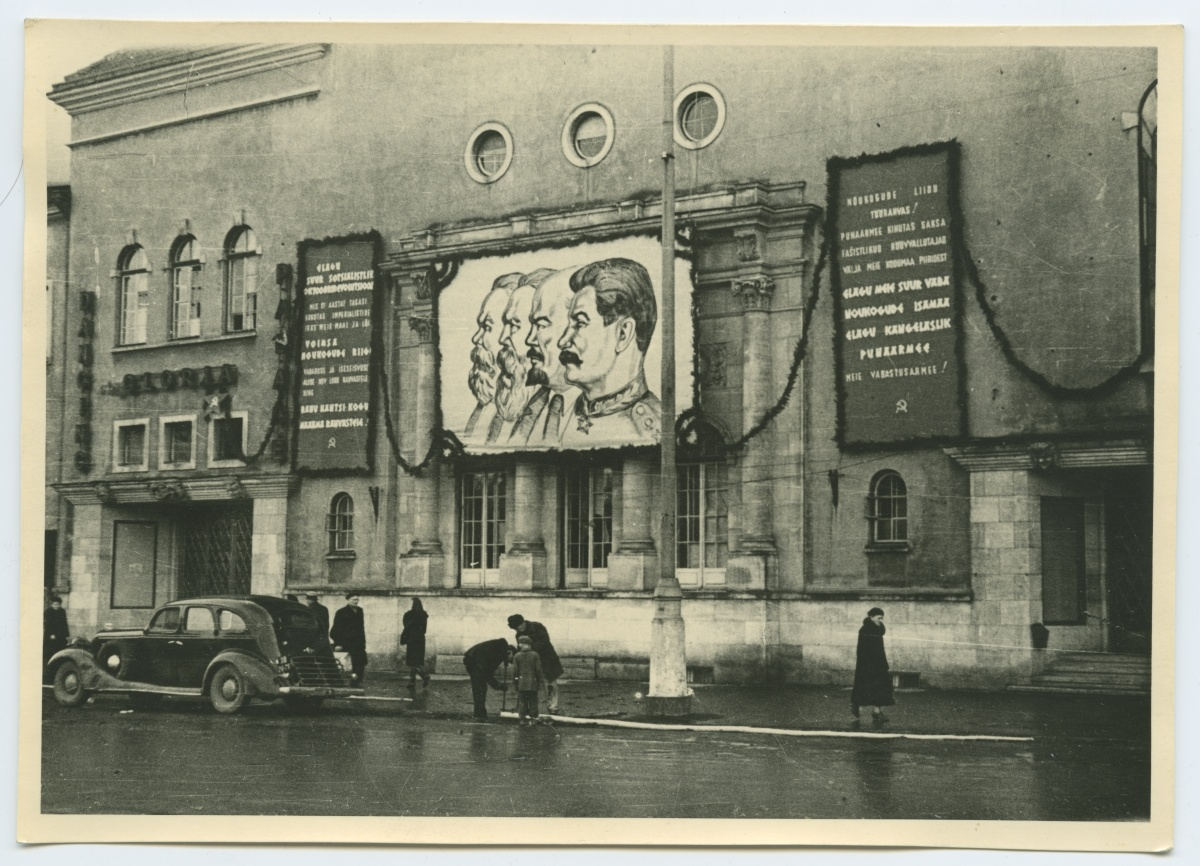
Фасад кинотеатра «Глория Палас» и ресторана «Астория», украшенные к празднику, ноябрь 1944 года
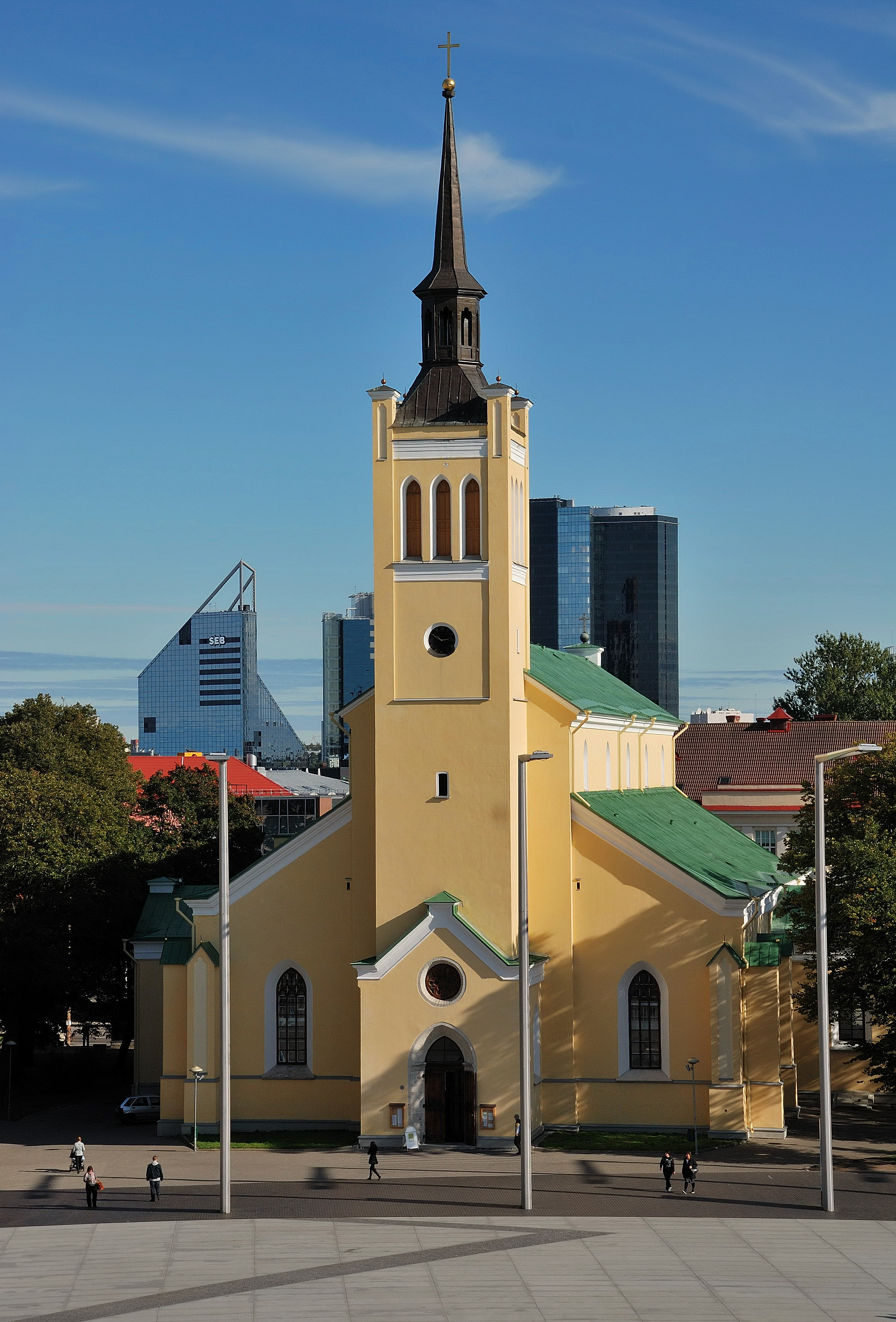
Яановская церковь
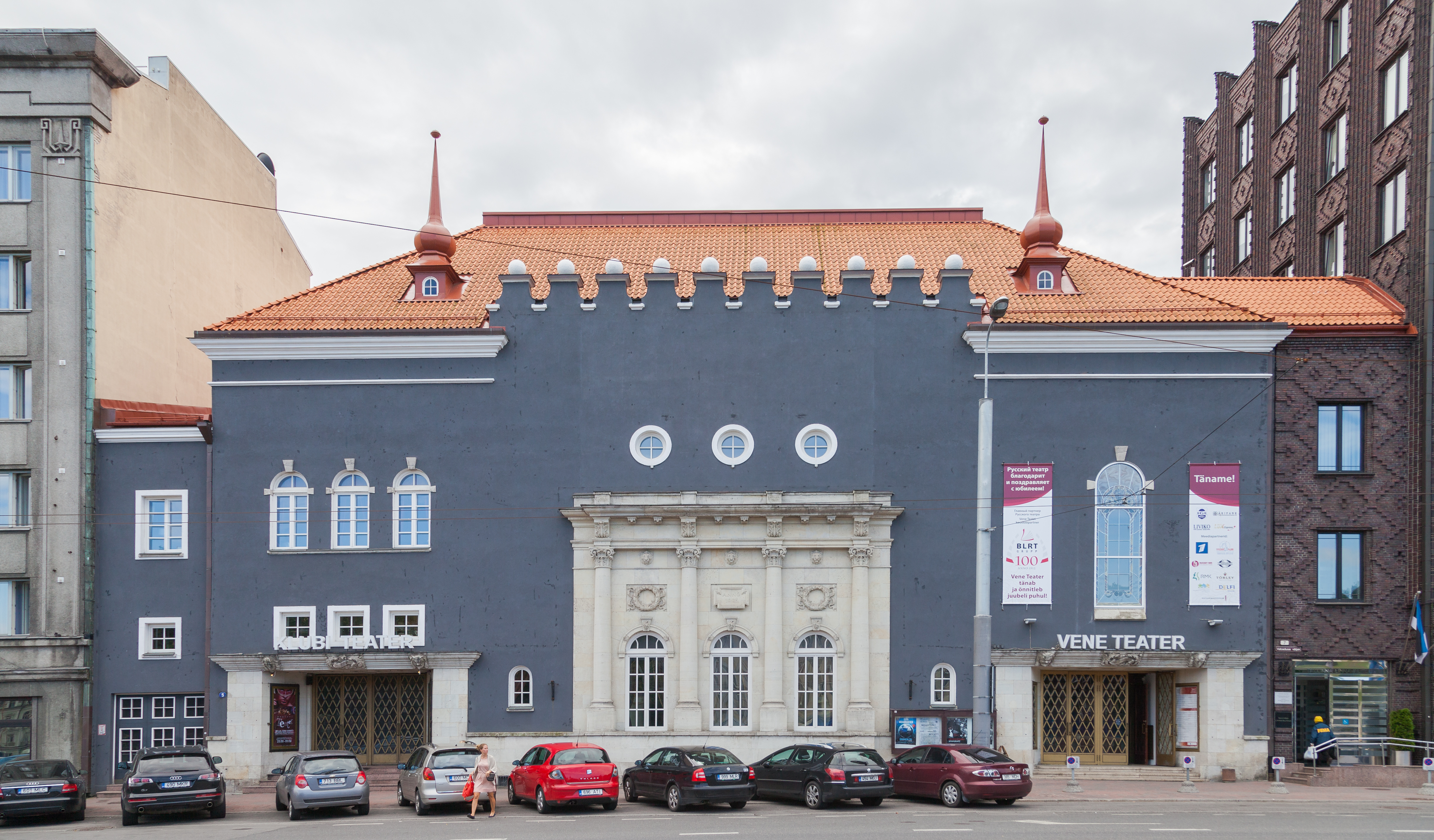
Дом 5, Русский театр Эстонии, памятник культуры
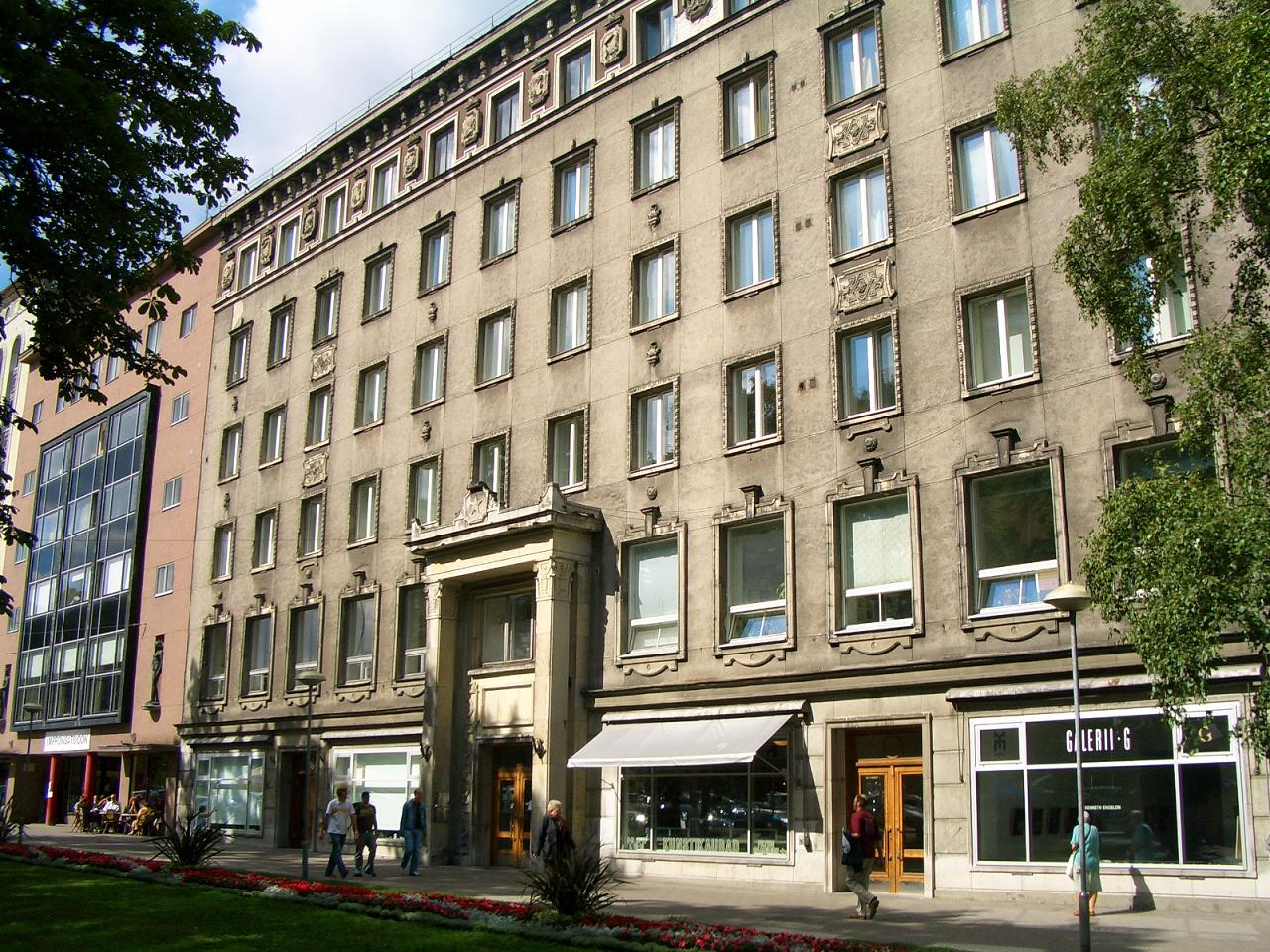
Дом 6
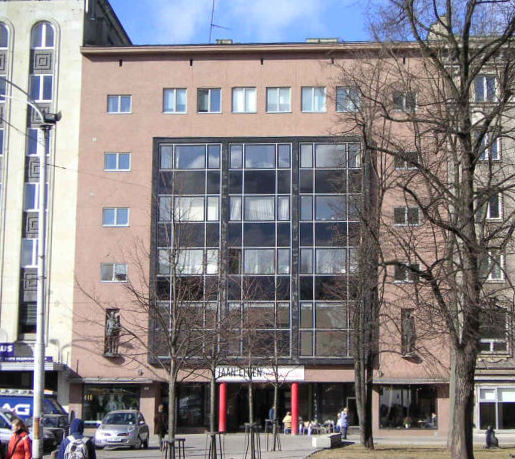
Дом 8 (Дом искусства), памятник культуры
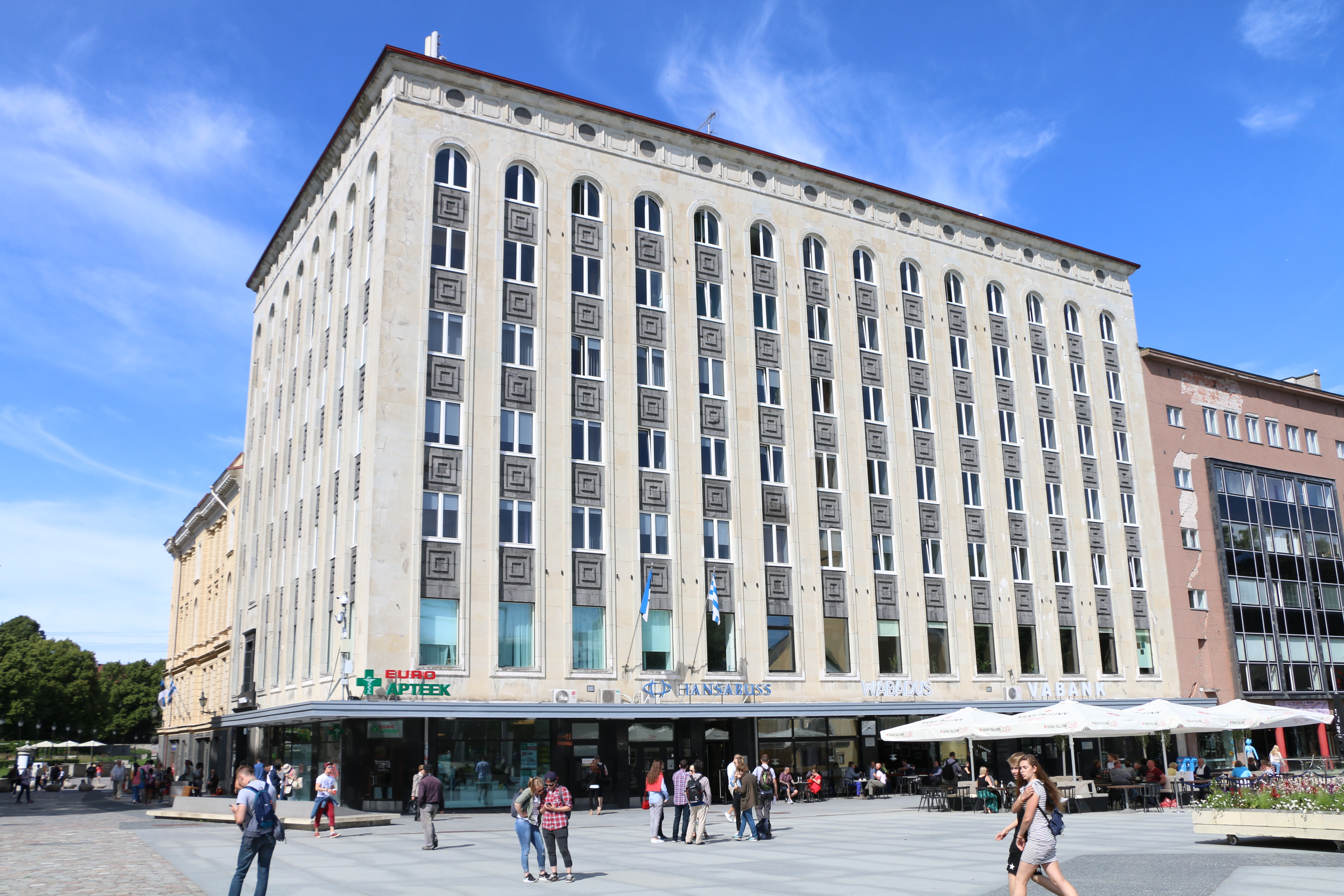
Дом 10, памятник культуры
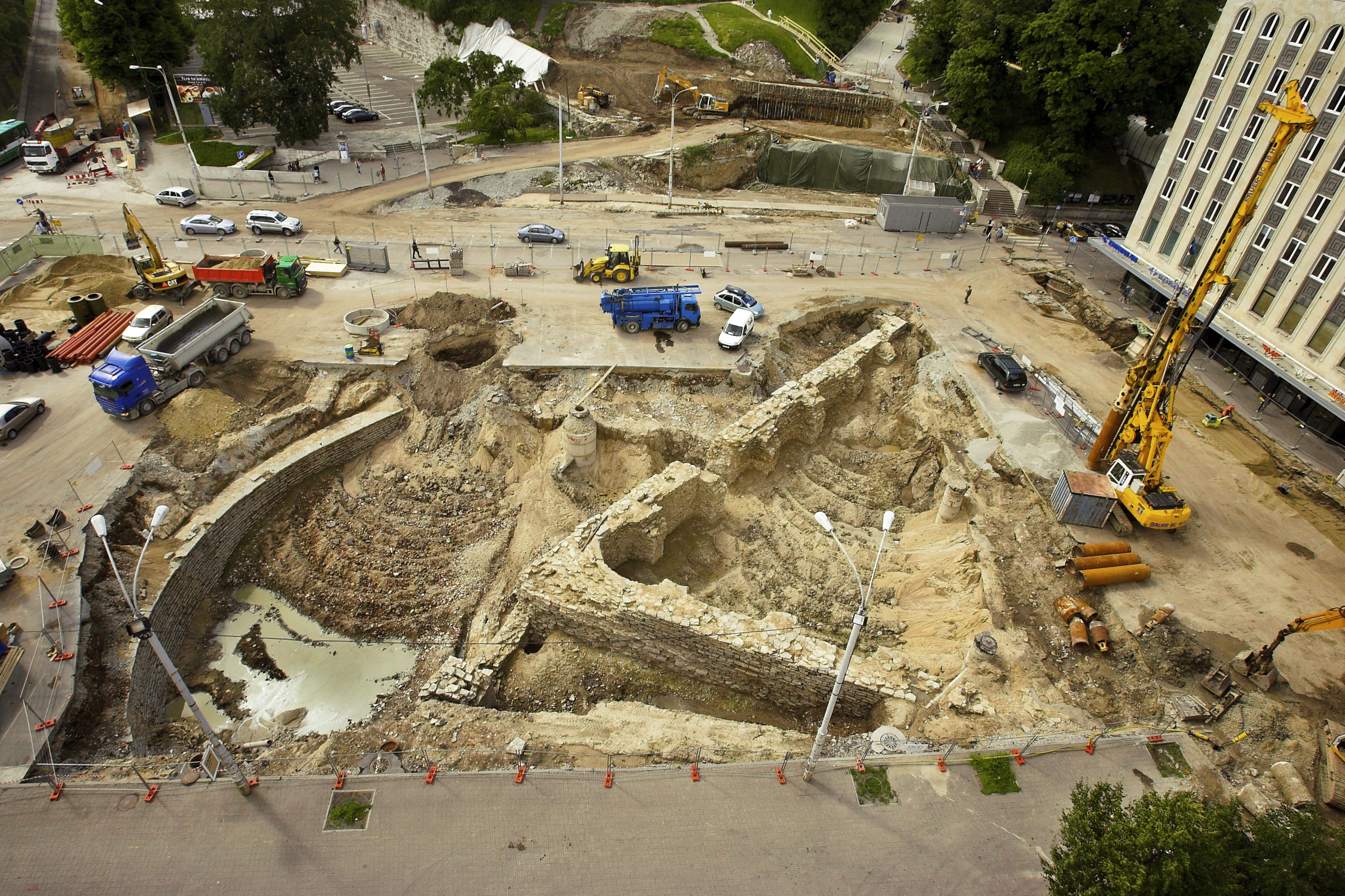
Раскопки на площади во время её реконструкции, 2008 год
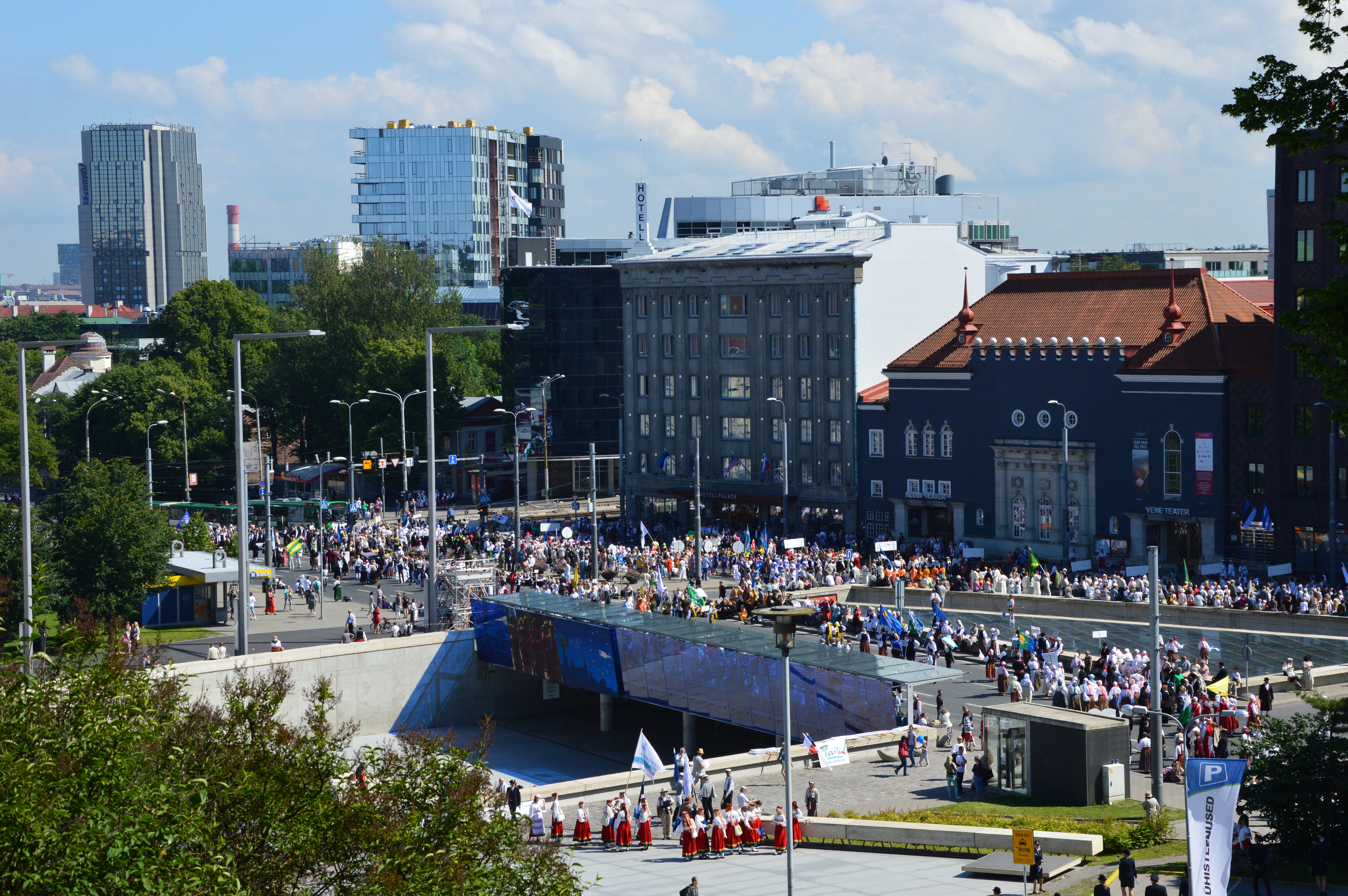
Сбор участников XXVI Праздника песни 4 июля 2014 года
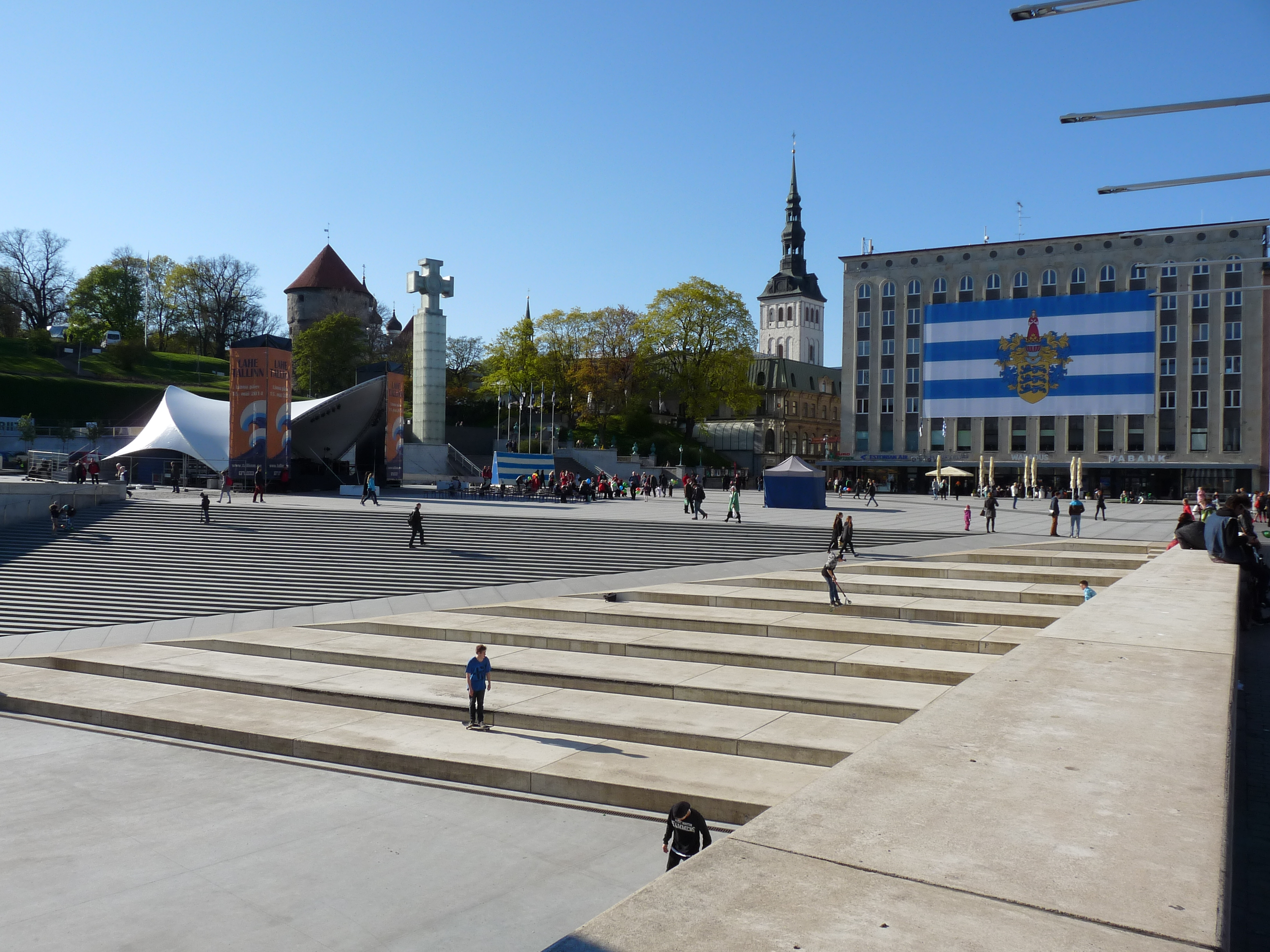
День Таллина, 15 мая 2014 года
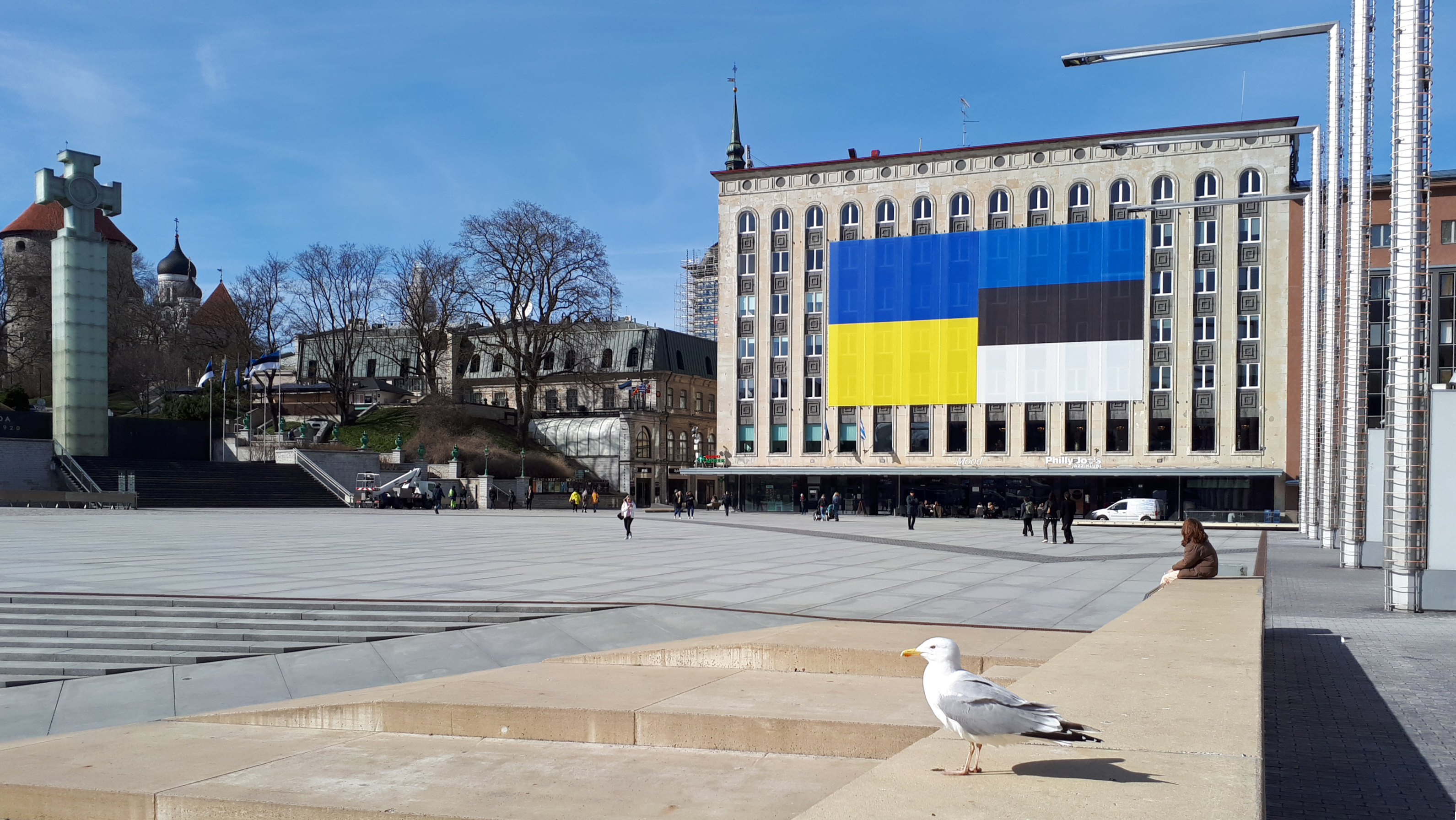
Флаги Украины и Эстонии, апрель 2022 года

## Площадь в кинематографе
Церковь Святого Иоанна выступила в роли церкви Св. Моники в сериале «Приключения Шерлока Холмса и доктора Ватсона» («Сокровища Агры»).
В мае 1986 года на площади снимались эпизоды фильма «Через сто лет в мае» (эст. «Saja aasta pärast mais»), для чего на короткое время был установлен макет находившегося там с 1910 по 1922 год памятника Петру I.